# 배니싱 포인트 (1971년 영화)
《배니싱 포인트》(영어: Vanishing Point)는 미국과 영국에서 제작된 리처드 C. 서레이피언 감독의 1971년 액션 영화이다. 배리 뉴먼 등이 출연하였고, 노먼 스펜서 등이 제작에 참여하였다. 이후 컬트 영화화되었다.

## 줄거리
한 여성을 강간하려는 상사를 막았다가 해고를 당한 전직 경찰 코월스키는 현재 차량 배달 운전사로 일하고 있다.
어느 날 코월스키는 콜로라도 덴버에서 캘리포니아 샌프란시스코까지 슈퍼차저가 장착된 1970년형 도지 챌린저 R/T 440 매그넘 배달에 나선다. 속력을 내던 코월스키는 도중부터 경찰의 단속에 걸려 추격을 받지만 그를 지지하는 라디오 DJ 슈퍼 솔의 도움을 받으며 경찰을 따돌리는데...

## 출연진
- 배리 뉴먼 - 코월스키 역
- 클리본 리틀 - 슈퍼 솔 역: 라디오 디스크자키.
- 딘 재거 - 방울뱀 탐사자 역
- 빅토리아 메들린 - 비라 손턴 역
- 칼 스웬슨 - 샌디 매키스 역
- 리 위버 - 제이크 역
- 존 에이모스 - 슈퍼 솔의 엔지니어 역
- 톰 리스
- 폴 코슬로
- 로버트 도너
- 오언 부시
- 세번 다든
- 덜레이니 브램릿
- 보니 브램릿
- 베카 브램릿
- 리타 쿨리지
- 데이비드 게이츠
- 앤서니 제임스
- 아서 맬럿
- 티머시 스콧
- 길다 텍스터
- 샬럿 램플링
- 밸 에이버리

## 기타 제작진
- 세트: 제리 운더릭